# Larry Speakes
Larry Speakes, ne le 13 septembre 1939 et mort le 10 janvier 2014, est porte-parole de la Maison-Blanche de mars 1981 à février 1987, sous la présidence de Ronald Reagan,.